# Joseph Gordon-Levitt
 Der er for få eller ingen kildehenvisninger i denne artikel, hvilket er et problem. Du kan hjælpe ved at angive troværdige kilder til de påstande, som fremføres i artiklen.

Joseph Leonard Gordon-Levitt (født 17. februar 1981 i Los Angeles, Californien) er en amerikansk skuespiller, og har været det i store dele af sit liv. Han blev kendt gennem tv-serien 3rd Rock from the Sun, som han fik en YoungStar Award for. Efter at serien sluttede har han haft hovedrollen i flere kritikerroste lavbudgetsfilm, som Mysterious Skin, Brick, The Lookout og (500) Days of Summer. Han havde en af hovedrollerne i storfilmen Inception fra 2010.
Han blev udvalgt som en af "Teen People Magazine’s" 21 smukkeste stjerner Under 21 år (1999).
Han tog en pause fra skuespillet i 2000 da han begyndte på på Columbia University.

## Udvalgt filmografi

### Film
| År   | Titel                                                    | Rolle                           | Noter    |
| ---- | -------------------------------------------------------- | ------------------------------- | -------- |
| 1992 | Beethoven                                                | Studerende nr. 1                |          |
| 1992 | A River Runs Through It                                  | Young Norman                    |          |
| 1994 | Holy Matrimony                                           | Zeke                            |          |
| 1994 | Roadflower                                               | Rich Lerolland                  |          |
| 1994 | Angels in the Outfield                                   | Roger Bomman                    |          |
| 1996 | The Juror                                                | Oliver Laird                    |          |
| 1998 | Sweet Jane                                               | Tony                            |          |
| 1998 | Halloween: H20 - tyve år senere                          | Jimmy Howell                    |          |
| 1999 | 10 Things I Hate About You                               | Cameron James                   |          |
| 2000 | Picking Up the Pieces                                    | Flaco                           |          |
| 2001 | Manic                                                    | Lyle Jensen                     |          |
| 2002 | Treasure Planet                                          | Jim Hawkins (stemme)            |          |
| 2003 | De sidste dage                                           | Ældste Paul Ryder               |          |
| 2004 | Mysterious Skin                                          | Neil McCormick                  |          |
| 2005 | Brick                                                    | Brendan Frye                    |          |
| 2005 | Havoc                                                    | Sam                             |          |
| 2005 | Shadowboxer                                              | Dr. Don                         |          |
| 2007 | The Lookout                                              | Chris Pratt                     |          |
| 2008 | Stop-Loss                                                | Tommy Burgess                   |          |
| 2008 | Miracle at St. Anna                                      | Tim Boyle                       |          |
| 2008 | The Brothers Bloom                                       | Bar Patron                      |          |
| 2008 | Killshot                                                 | Richie Nix                      |          |
| 2009 | Big Breaks                                               | Todd Sterling                   |          |
| 2009 | (500) Days of Summer                                     | Tom Hansen                      |          |
| 2009 | Uncertainty                                              | Bobby                           |          |
| 2009 | Women in Trouble                                         | Bert Rodriguez                  |          |
| 2009 | G.I. Joe: The Rise of Cobra                              | The Doctor/Rex                  |          |
| 2010 | Hesher                                                   | Hesher                          |          |
| 2010 | Morgan M. Morgansen's Date with Destiny                  | Morgan M. Morgansen / Fortæller | Kortfilm |
| 2010 | Elektra Luxx                                             | Bert Rodriguez                  |          |
| 2010 | Morgan and Destiny's Eleventeenth Date: The Zeppelin Zoo | Morgan M. Morgansen / Fortæller |          |
| 2010 | Inception                                                | Arthur                          |          |
| 2011 | 50/50                                                    | Adam Lerner                     |          |
| 2012 | The Dark Knight Rises                                    | John Blake                      |          |
| 2012 | Premium Rush                                             | Wilee                           |          |
| 2012 | Looper                                                   | Joe                             |          |
| 2012 | Lincoln                                                  | Robert Todd Lincoln             |          |
| 2013 | Don Jon's Addiction                                      | Don Jon                         |          |
| 2014 | The Wind rises (Kaze Tachinu)                            | Jiro Horikoshi                  |          |
| 2014 | Sin City: A Dame to Kill For                             | Johnny                          |          |
| 2015 | The Night Before                                         | Ethan                           |          |
| 2015 | The Walk                                                 | Philippe Petit                  |          |
| 2016 | Snowden                                                  | Edward Snowden                  |          |
| 2019 | 7500                                                     | Tobias Ellis                    |          |
| 2020 | Project Power                                            | Frank                           |          |

### Tv-serier
| År        | Titel             | Rolle         | Noter         |
| --------- | ----------------- | ------------- | ------------- |
| 1993–95   | Roseanne          | George        | 4 afsnit      |
| 1996–2001 | Mælkevejen 1.th   | Tommy Solomon | 131 afsnit    |
| 1998      | Dengang i 70'erne | Buddy Morgan  | enkelt afsnit |